# Ben E. King
Ben E. King (født Benjamin Earl Nelson 28. september 1938 i Henderson, North Carolina, død 30. april 2015) var en amerikansk sanger.
King var forsanger i gruppen The Drifters i årene 1959-1960 efter at grundlæggeren Clyde McPhatter havde forladt gruppen. Med Ben E. King fik gruppen flere hits, blandt andet den klassiske "Save the Last Dance for Me". I foråret 1960 forlod han gruppen for en solokarriere som soulsanger. Hans to første store hits som soloartist kom 1961, "Spanish Harlem" og derefter "Stand by Me".
I sine sidste år drev Ben E. King organisationen The Ben E. King Stand by Me Foundation, hvis formål blandt andet er at hjælpe børn og unge med sociale og økonomiske problemer.

## Diskografi

### Album
- Spanish Harlem (1961, Atco) US: #57 UK: #30[2]
- Ben E. King Sings for Soulful Lovers (1962)
- Don't Play That Song! (1962)
- Young Boy Blues (1964)
- Ben E. King's Greatest Hits (1964)
- Seven Letters (1965)
- What Is Soul (1967) (not issued in the U.S.)
- Rough Edges (1970, Maxwell)
- The Beginning of It All (1972, Mandala)
- Supernatural (1975, Atlantic) US: #39
- I Had a Love (1976)
- Rhapsody (1976)
- Let Me Live in Your Life (1978)
- Music Trance (1980)
- Street Tough (1980)
- Save the Last Dance for Me (1987, EMI-Manhattan)
- Stand by Me: The Ultimate Collection (1987, Atlantic) UK: #14[2]
- What's Important to Me (1991, Ichiban)
- Anthology (1993, Rhino)
- Shades of Blue (1993, Half Note)
- I Have Songs in My Pocket (1998, Bobby Susser)
- The Very Best of Ben E. King (1998, Rhino) UK: #15[2]
- Eleven Best (2001, Cleopatra)
- Person To Person: Live At The Blue Note (2003, Half Note)
- Soul Masters (2005, Digital Music Group)
- I've Been Around (2006, True Life)
- Love Is Gonna Get You (2007, Synergy)
- Heart & Soul (2010–2011, CanAm Records)

### Andre album
- Benny and Us (1977) US: #33 (Average White Band & Ben E. King)
- The Atlantic Family Live in Montreux (1977) (En indspilning med the Average White Band og andre artister)
- Soul Clan (1968) (som medlem af The Soul Clan)

### Singler med the Drifters
- "There Goes My Baby" (1959) R&B: #1 US: #2
- "Oh My Love (1959)
- "Dance With Me" (1959) R&B: #2 US: #15 UK: #17
- "This Magic Moment" (1960) R&B: #4 US: #16
- "Lonely Winds" (1960) R&B: #9 US: #54
- "Hey Señorita" (1960)
- "Save the Last Dance for Me" (1960) R&B: #1 US: #1 UK: #2
- "Nobody But Me" (1960)
- "I Count the Tears" (1960) US: #17 UK: #28
- "Sometimes I Wonder" (1962)

### Solo singler
- "Brace Yourself" (1960, Atco)
- "Show Me the Way" (1960, Atco)
- "A Help-Each-Other Romance" (1960, Atlantic) with LaVern BakerCB: #105
- "How Often" (1960, Atlantic) with LaVern Baker
- "Spanish Harlem (1961, Atco) R&B: #15 US: #10, CB: #9
- "First Taste of Love" (1961) US: #53 UK: #27, CB: #91 (b-side of "Spanish Harlem")
- "Stand by Me" (1961) R&B: #1 US: #4 UK: #27, CB: #3
- "Amor" (1961) R&B: #10 US: #18 UK: #38, CB: #19
- "Young Boy Blues" (1961) US: #66, CB: #86
- "Here Comes the Night" (1961) US: #81 (b-side of "Young Boy Blues") CB: #TAG
- "Ecstasy" (1962) US: #56, CB: #50
- "Don't Play That Song (You Lied)" (1962) R&B: #2 US: #11, CB: #11
- "Auf Wiedersehen, My Dear (1962)
- "Too Bad" (1962) US: #88, CB: #88
- "I'm Standing By" (1962) US:#111, CB: #123
- "Tell Daddy" (1962) US:#122 R&B: #29, CB: #138
- "How Can I Forget" (1963) R&B: #23 US: #85, CB: #82
- "I (Who Have Nothing)" (1963) R&B: #16 US: #29, CB: #25, AC: #10
- "The Beginning of Time" (1963) CB: #tag (b-side of "I (Who Have Nothing)")
- "I Could Have Danced All Night" (1963) US: #72, CB: #112
- "Gypsy" (1963) CB: #tag (b-side of "I Could Have Danced All Night")
- "What Now My Love" (1964) US:#102, CB: #132
- "That's When It Hurts" (1964) US: #63, CB: #57, R&B: #17
- "What Can A Man Do" (1964) R&B: #39, US:#113, CB: #106
- "It's All Over" (1964) R&B: #40, US: #72, CB: #93
- "Let the Water Run Down" (1964) CB: #144 (b-side of "It's All Over")
- "Around The Corner" (1964) US:#125
- "Seven Letters" (1965) R&B: #11 US: #45, CB: #58
- "The Record (Baby I Love You)" (1965) Pop: #84 R&B: #24, CB: #105
- "She's Gone Again" (1965) US: #128
- "Cry No More" (1965)
- "(There's) No Place To Hide" (1965) (b-side of "Cry No More")
- "Goodnight My Love" (1965) US: #91, CB: #87
- "So Much Love" (1966) US: #96, CB: #54
- "Get In a Hurry" (1966)
- "I Swear By Stars Above" (1966) R&B: #35 (b-side of "Get in a Hurry")
- "They Don't Give Medals to Yesterday's Heroes" (1966)
- "What Is Soul?" (1966) R&B: #38, CB: #113 (b-side of "They Don't Give...")
- "A Man Without a Dream (1967)
- "Tears, Tears, Tears" (1967) R&B: #34 US: #93, CB: #105 (b-side of "A Man Without...")
- "Katherine" (1967) CB: #113
- "Teeny Weeny Little Bit" (1967) (b-side of "Katherine")
- "Don't Take Your Sweet Love Away" (1967) R&B: #44
- "We Got a Thing Goin' On" (1968) with Dee Dee Sharp US: #127, CB: #122
- "Don't Take Your Love from Me" (1968) US: #117
- "Where's the Girl" (1968)
- "It Ain't Fair" (1968)
- "Soul Meeting" (1968) with The Soul Clan R&B: #34
- "Till I Can't Take It Anymore" (1968) R&B: #45, US: #134, CB: #135
- "Hey Little One" (1969)
- "I Can't Take It Like a Man" (1970, Maxwell) R&B: #45
- "Take Me to the Pilot" (1972, Mandala)
- "Into the Mystic" (1972)
- "Spread Myself Around" (1973)
- "Supernatural Thing, Part 1" (1975, Atlantic) R&B: #1 US: #5, CB: #9
- "Do It in the Name of Love" (1975) R&B: #4 US: #60, CB: #64
- "We Got Love" (1975)
- "I Had a Love" (1975) R&B: #23, CB: #104 (b-side of "We Got Love")
- "I Betcha you Didn't Know" (1976)
- "Get It Up" (1977) with Average White Band R&B: #21
- "A Star in the Ghetto" (1977) R&B: #25 with Average White Band
- "Fool for You Anyway" (1977) with Average White Band
- "I See the Light" (1978)
- "Fly Away to My Wonderland" (1978)
- "Music Trance" (1979) R&B: #29
- "Street Tough" (1981)
- "You Made the Difference in My Life" (1981)
- "Stand By Me [re-issue]" (1986) US: #9 UK: #1, CB: #10, AC: #10
- "Spanish Harlem [re-issue]" (1987)
- "Save the Last Dance for Me" [re-recorded] (1987, EMI-Manhattan) UK: #69
- "What's Important to Me" (1991, Ichiban)
- "You've Got All of Me" (1992)
- "You Still Move Me" (1992)
- "4th of July" (1997, Right Stuff)[2]